# Referéndum sobre la monarquía de Albania de 1997
El referéndum sobre la restauración de la monarquía se llevó a cabo en Albania el 29 de junio de 1997, de manera simultánea con las elecciones parlamentarias de ese año durante la guerra civil. Oficialmente, la propuesta fue rechazada por el 66,7 % de los votantes, aunque el Príncipe Heredero Leka afirmó que el 65,7 % de los votantes, votaron a favor, acusando de fraude electoral a la comisión competente.
En 2011, el gobierno de Albania reconoció que los resultados fueron alterados y que la opción monárquica había ganado.

## Antecedentes
El rey Zog I había tenido que exiliarse de su país cuando la Italia de Mussolini invadió el país e instauró un gobierno títere. Tras el fin de la ocupación italiana y la alemana que le siguió, el comunismo tomó el poder en Albania, convirtiéndola en una República Socialista Popular de mano de Enver Hoxha, quien derrocó a Zog I (que se encontraba en Londres) e instauró la pena de muerte para él si pisaba suelo albanés, por lo que el monarca de la Casa de Zogu tuvo que mantener su exilio.
A la muerte de Zog I en 1961 cerca de París, le sucedió en la pretensión al trono su hijo Leka de Albania, reconocido por los exiliados albaneses y los contrarios al régimen comunista. Este reunió un arsenal durante su estancia en Pozuelo de Alarcón (España) para contar con la posibilidad de armar una milicia monárquica y recuperar el poder en Albania de darse el caso.
En 1993, Leka, conocido como Rey Leka I por sus partidarios, viajó a Albania durante unos días después de los dos años de la caída del régimen comunista. Fue recibido por varios cientos de partidarios. En 1997, en plena crisis nacional en la conocida como el Levantamiento de la lotería, volvió a Albania, siendo recibido por más de 2.000 personas, tras lo que empezó a clamar por un referéndum. En abril de 1997, consiguió el compromiso del entonces presidente de Albania, Sali Berisha, de celebrarlo ese mismo año. Finalmente, se celebrarón ese mismo año coincidiendo con las elecciones parlamentarias.

## Resultados
|  | 33.3 % |

|  | 66.7 % |

|  | 95.2 % |

|  | 71.64 % |

|  | 28.36 % |

## Reacciones
La Casa de Zogu no aceptó el resultado oficial del referéndum. Después de la publicación del resultado por parte de la Comisión Electoral Central de Albania. El Príncipe Heredero cuestionó la independencia de las elecciones y la veracidad de los resultados, cuya probabilidad en la exactitud de las cifras era cuestionable, según el pretendiente. La policía intervino en una de las manifestaciones públicas en apoyo de Leka en la que se produjo un tiroteo y una persona falleció. Se cree que en estos momentos, Leka se encontraba armando a simpatizantes para tomar Tirana por la fuerza. Poco después Leka volvió al exilio, temiendo por su vida y huyendo de la causa de sedición que le habían abierto las autoridades albanesas.
En 2002, el gobierno de Fatos Nano indultó a Leka y le permitió regresar a Albania con la condición de que entendiese que sería un ciudadano más. Leka aceptó volver a Albania y vivió en la capital hasta su fallecimiento.

### Reconocimiento del fraude
El 30 de noviembre de 2011, cinco años después de la muerte de Leka, el primer ministro de Albania, Sali Berisha, admitió que hubo manipulación del voto en el referéndum y que la monarquía debería haber sido restaurada. Berisha culpó a la manipulación a las "llamas de la rebelión comunista" de 1997:

«[La consulta] tuvo lugar en un periodo en el que aún crepitaban las llamas de la rebelión comunista y de ningún modo se debió considerar el asunto como resuelto. El principio estalinista de "usted vota; pero yo cuento los votos" fue aplicado en el referéndum. La realidad es que los albanos votaron masivamente por su rey; pero el referéndum falló en reunir suficiente apoyo que defensiese su resultado de ser manipulado.»
Sali Berisha tras la muerte de Leka I.

Tanto las declaraciones de Berisha como los posteriores honores en el funeral de Zog I al año siguiente, recibieron acusaciones por parte de los socialistas albaneses de ser sólo movimientos para atraer el voto monárquico de cara a las elecciones parlamentarias de 2013.

## Publicaciones
- Nohlen, Dieter; Stöver, Philip (2010). Elections in Europe: A data handbook (en inglés). ISBN 978-3-8329-5609-7.
- Jedlaucnik, Herwig (1999). Der albanische Staat in der Krise (en alemán). Austria.
- Colección Hephaestus (2011). Presidents of Albania, including: Alfred Moisiu, list of Heads of State of Albania, Zog of Albania, Ramiz Alia, Sali Berisha, Rexhep Meidani, Kastriot Islami, Haxhi Lleshi, Omer Nishani, Bamir Topi, Pieter Arbnori (en inglés). Texas, EEUU: Hephaestus Books. ISBN 978-1-2430-8029-5.